# Premi Nacional de Pensament i Cultura Científica
El Premi Nacional de Pensament i Cultura Científica formà part dels Premis Nacionals de Cultura i era concedit anualment per la Generalitat de Catalunya, reconeixent la trajectòria professionals de cada guardonat en la seva categoria i amb una dotació de 18.000 euros.
El premi fou designat per un jurat encapçalat pel Conseller de Cultura i és atorgat en una cerimònia realitzada entre els mesos de setembre i octubre presidida pel President de la Generalitat, conjuntament amb la resta de Premis Nacionals de Cultura. A principis d'abril de 2013 es va fer públic que el Govern de la Generalitat de Catalunya reduïa els premis Nacionals de Cultura de 16 a 10 guardonats, i n'abolia les categories, creant un sol guardó de Premi Nacional de Cultura, amb la intenció de "tallar el creixement il·limitat de categories".

## Guanyadors
Des del 2005 el Premi Nacional de Pensament i Cultura Científica s'ha atorgat a:
- 2005 — Jorge Wagensberg Lubinski
- 2006 — Anna Veiga Lluch
- 2007 — Ricard Torrents i Bertrana
- 2008 — Mara Dierssen Sotos
- 2009 — Eudald Carbonell i Roura
- 2010 — Juan Ignacio Cirac Sasturain
- 2011 — Jordi Font Ferré[3]
- 2012 — Valentí Fuster[4]